# Andalgalá
Andalgalá és una ciutat del centre-nord de la província argentina de Catamarca, i capital del Departament homònim; a 248 km al nord de la capital provincial San Fernando del Valle de Catamarca. També denominada "La Perla de l'Oest Catamarqueny".

## Geografia
Constitueix un oasi regat pel riu Andalgalá, al peu de les estriacions més meridionals de la Serra d'Aconquija, cobertes de selva subtropical, i al Nord del Camp de Belén, un espai desèrtic que conté en Salar de Pipanaco.
Les principals produccions són (codony, préssec, noguera, vinya, oliva, cotó, llavors de papa, espècies (comino, anís, pimentón),bestiar caprí i oví, dolços regionals, menjars regionals, artesanies en pedra Rodocrosita, artesanies en cuir, artesanies en fusta.
És la ciutat d'on s'extreu per a la venda, importació i exportació de la pedra semipreciosa Rodocrosita, que és extreta de Mines Capillitas (Districte Mines).
En els últims temps aquesta localitat s'ha tornat famosa per l'oposició de la gran majoria dels seus habitants a la mineria a cel obert.
Els projectes que volen dur a terme, són Agua Rica i Pilciao 16.
La Pujada de Mines Capillitas, és la més llarga de Llatinoamèrica i es troba a gairebé 3000 msnm.
La Carta Orgànica municipal va ser sancionada el 2005. El municipi es divideix en districtes:
- Amanao
- Plaza
- Chaquiago
- Choya
- El Potrero
- Huaco
- Huachaschi
- Julumao
- Malli I
- Malli II
- Minas
- Villavil.[1]

Depenen del municipi les comunas (amb delegats comunals al seu front) de : Chaquiago Norte, Chaquiago Sur, Huachaschi Norte, Huachaschi Sur, Huaco Norte, Huaco Sur, La Aguada, Malli Norte, Malli Sur, Villavil, El Potrero, Julumao Sur, Capillanía, Choya.

## Toponímia
El nom en quechua significa tant "Senyor de la Llebre de l'alt" com a "Senyor de la Muntanya".

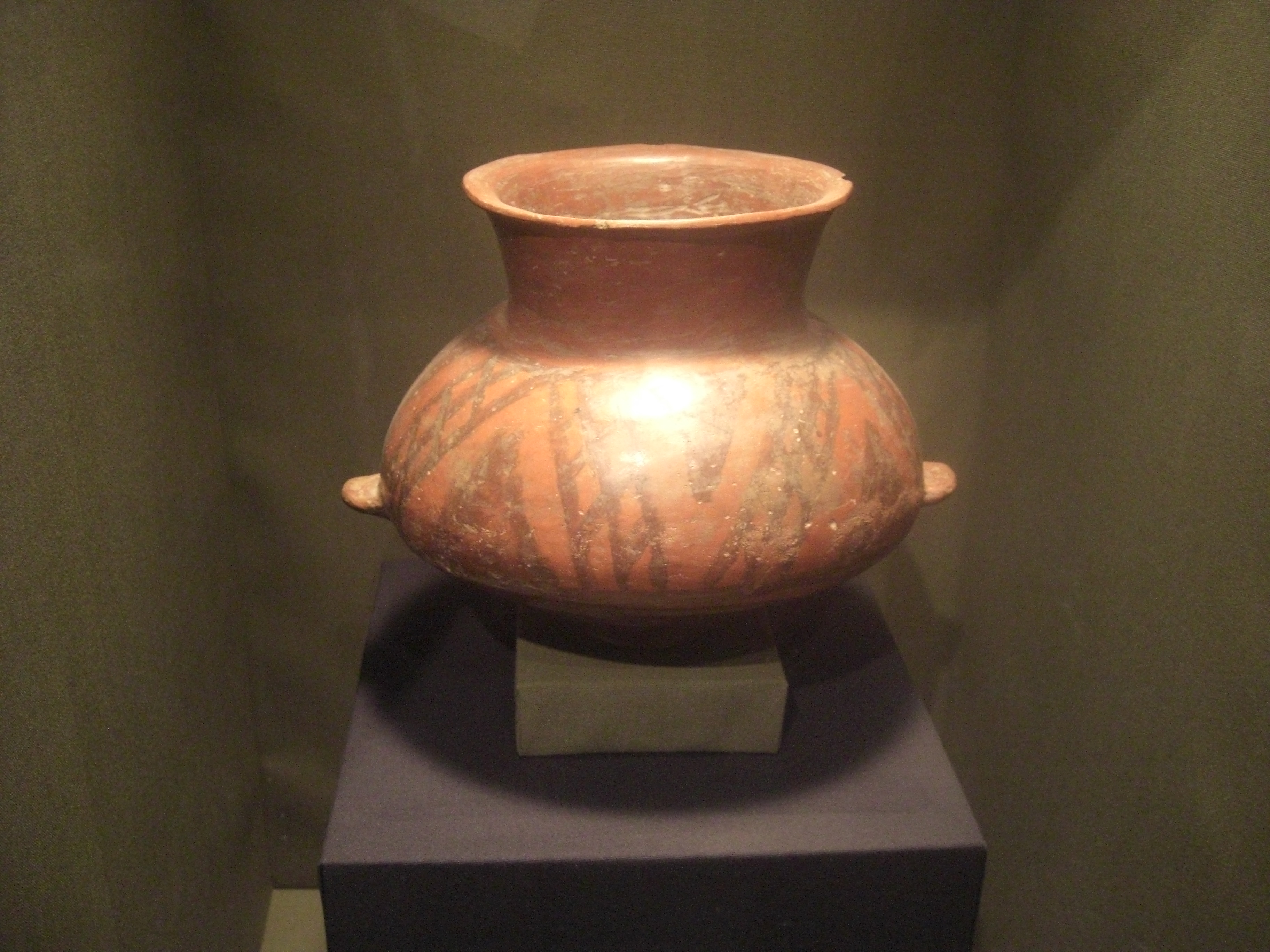
Atuell, estil Famalabasto, recollida a la zona, avui part de la col·lecció del Museu de la Plata

## Història
El territori va ser habitat per les nacions diaguitas i calchaquíes, molt defensors de la seva identitat i del seu territori, que van retardar la conquesta hispànica, el que després de dos intents fallits, es va concretar el 12 de juliol de 1658 amb la fundació del fort de San Pedro de Mercado, durant la 2.ª Guerra Calchaquí. A finals del segle xviii els seus camps ja tenien feudataris i el 1740 es va formar a Huasán l'enorme mayorazgo dels Díaz de la Peña. Va adquirir la categoria de ciutat el 1952. En el llavors Fort d'Andalgala, es va criar i va aprendre les primeres lletres el General Gregorio Aráoz de la Madrid, qui recorda en la seva memòria la hisenda amb vinyers dels seus oncles Don Manuel de la Madrid i Donya Bonifacia Díaz de la Penya.

## Accessos
S'accedeix des de la capital provincial per la Ruta Nacional 38 cap al sud, Ruta Nacional 60 i Ruta Provincial 46 (248 km, tot pavimentat) i 228 km per RN 38, RP 9, RP 1 i RP 48 (132 km de paviment i 96 km de consolidat).

## Població
Té 12.000 habitants (INDEC, 2010), la qual cosa representa un increment de l'11% enfront dels 11.411 habitants (INDEC, 2001) del cens anterior.
I en l'actualitat compta amb al voltant de 20.000 habitants.

## Clima
Andalgalá posseeix la menor velocitat del vent (tant la mitjana mensual [1,5 km/h, al maig] com a anual [amb 2,7 km/h]) de l'Argentina.